# Ulica Gajowa we Wrocławiu
Ulica Gajowa – ulica położona we Wrocławiu na osiedlu Huby, w dawnej dzielnicy Krzyki. Ulica ma 995 m długości i biegnie od ulicy Suchej do ulicy Kamiennej. Obejmuje także dwa łączniki o długości odpowiednio 157 m i 81 m. Historyczny układ urbanistyczny obszaru przez który przebiega ulica podlega ochronie i wpisany jest do gminnej ewidencji zabytków. Przy ulicy oraz w bezpośrednim sąsiedztwie znajdują się między innymi zachowane budynki i inne obiekty wpisane do gminnej ewidencji zabytków, a także kamienice i zespół budowlany stacji Dworca Górnośląskiego wpisane do rejestru zabytków.

## Historia
Obszar dzisiejszych Hub, przez który przebiega ulica, do 1810 r. stanowił własność komandorii Joannitów, następnie stał się własnością prywatną, a w 1743 r. była to już oddzielna osada. Przyłączenie tego terenu do miasta nastąpiło w 1868 r.. Wcześniej, bo już w 1346 r., na terenach dawnych pastwisk w rejonie dzisiejszej ulicy Glinianej założono wieś warzywniczą (osada zagrodowo-warzywnicza) Nova Villa (Nowa Wieś), a później Glinianki, z główną drogą o krętym przebiegu, który częściowo zachowany jest do dziś także w okolicach ulicy Gajowej.
Sama ulica Gajowa powstała na śladzie dawnej odnogi tak zwanej szosy Strzelińskiej, biegnącej w miejscu dzisiejszej ulicy Hubskiej, wiodącej do wsi Gaj, położonej nieco dalej na południe przy nieistniejącym współcześnie odcinku ulicy Gajowej, między ulicą Kamienną a ulicą Śliczną. Wieś ta została włączona do miasta w 1904 r..
W 1864 r. wytyczono ulicę Suchą, zgodnie z opracowanym w 1856 r. pierwszym planem regulacyjnym przedmieść. Już u schyłku XIX wieku powstały przy ulicy Gajowej pierwsze ogrody działkowe. Znajduje się tu do dziś zachowany ogród założony przed 1912 r.. Natomiast ulicę Kamienną, na odcinku łączącym się z ulicą Gajową wytyczono od 1915 r. według skorygowanego projektu urbanistycznego przedmieścia południowego z 1895 r.. Po pierwszej wojnie światowej wytyczono natomiast dzisiejszą ulicę Przestrzenną. Ówcześnie była to ulica Goethego i obejmowała także ulicę Wielką, stanowiąc całość od placu Ludwika Hirszfelda do ulicy Hubskiej. Już wówczas przy skrzyżowaniu z ulicą Gajową wytyczono plac, który również otrzymał imię poety (Geotheplatz). Współcześnie plac ten nie posiada odrębnej nazwy, a w jego obszarze zachowano urządzony teren zieleni – Zieleniec przy ul. Przestrzennej.
Wielkomiejska zabudowa terenów przez które przebiega ulica Gajowa rozpoczęła się w drugiej połowie XIX wieku. Powstawały tu głównie kamienice czynszowe w układzie pierzejowym. W przeciwieństwie do wielu innych osiedli powstających w tamtym okresie, tu wnętrza międzyblokowe pozostawały niezabudowane, bez oficyn, pozostając zagospodarowane zielenią. Powstawały tu budynki w stylistyce zbliżonej do secesji. Były one nakrywane mansardowymi dachami, a bryły budynków często wzbogacano malowniczymi szczytami, balkonami i wykuszami. Przy samej ulicy Gajowej powstała zabudowa po obu stronach ulicy z wyłączeniem północnego odcinka (od ulicy Suchej do ulicy Jana Władysława Dawida), przy którym jak wyżej wspomniano pozostawiono założone stosunkowo wcześnie ogrody działkowe.
W rejonie tym pod koniec II wojny światowej podczas oblężenia Wrocławia w 1945 r. prowadzone były działania wojenne. Pod koniec lutego 1945 r. wysiedlono z tych okolic mieszkańców oraz spalono większość budynków. Front dotarł do ulicy Przestrzennej (Goethego) około 25-26 marca 1945 r. W wyniku tych działań znaczna część zabudowy uległa zniszczeniu.
Odbudowę i nową zabudowę w tej części miasta rozpoczęto w latach 50. XX wieku i kontynuowano w latach 60. XX wieku. Na odcinku od ulicy Kamiennej do alei Armii Krajowej, gdzie nie zachowała się żadna zabudowa przedwojenna, zbudowano od podstaw w nowym układzie przestrzennym osiedle mieszkaniowe, likwidując równocześnie południowy odcinek ulicy. Natomiast na północ od ulicy Kamiennej, gdzie część zabudowy została zachowana, w ramach budowy osiedla Huby, oprócz typowych bloków wolnostojących budowano także budynki w zabudowie plombowej.
W późniejszym okresie powstawały pojedyncze obiekty. Przy ulicy Dyrekcyjnej i Gajowej zakończono w czerwcu 2008 r. inwestycję obejmującą dwa budynki mieszkalne po 73 i 193 mieszkania (razem 266 mieszkań), o 6 kondygnacjach nadziemnych i jednej podziemnej. W październiki 2008 r. oddano do użytku nową zabudowę za ulicą Kamienną, w miejscu zlikwidowanego odcinka ulicy, zamykającą obecnie oś widokową ulicy Gajowej w kierunku południowym. Zbudowano tu budynki mieszkalno-usługowe, również o 6 kondygnacjach nadziemnych. Całość obejmuje 253 mieszkania, 12 lokali użytkowych i garaż wielostanowiskowy. Łączna powierzchnia użytkowa wynosi około 11 600 m². Inwestorem była firma Gant Development.

## Nazwy
W swojej historii ulica nosiła następujące nazwy:
- Hauptstrasse, do 1905 r.[24]
- Herdainstrasse, od 1905 r. do 1946 r.[24][25][26]
- Gajowa, od 1946 r.[1][24][25].

Współczesna nazwa ulicy została nadana przez Zarząd Wrocławia i ogłoszona w okólniku nr 184 z 7.11.1946 r.

## Układ drogowy
Do ulicy Gajowej przypisana jest droga gminna o długości 995 m, biegnąca od ulicy Suchej do ulicy Kamiennej, oraz łącznik o długości 157 m przy budynkach położonych przy ulicy Gajowej od numeru 58 do numeru 66 (numer drogi 105775D, numer ewidencyjny drogi G1057750264011), a ponadto łącznik o długości 81 m mający status gminnej drogi wewnętrznej, łączący ulicę Gajową z ulicą Tomaszowską. Ulica ta na odcinku od ulicy Glinianej do ulicy Kamiennej jest drogą dwujezdniową.
Ulica łączy się z następującymi drogami publicznymi, kołowymi oraz innymi drogami miejskimi:
| Powiązanie                    | Droga                                                  | Fotografia |
| ----------------------------- | ------------------------------------------------------ | ---------- |
| skrzyżowanie, początek ulicy  | ulica Sucha klasy zbiorczej                            |            |
| skrzyżowanie                  | ulica Dyrekcyjna klasy głównej do 31.12.2019 r.: DK 98 |            |
| skrzyżowanie                  | ulica Jana Władysława Dawida                           |            |
| skrzyżowanie                  | ulica Gliniana łącznik w ramach działki nr 33/2        |            |
| skrzyżowanie                  | ulica Gliniana torowisko tramwajowe                    |            |
| skrzyżowanie                  | ulica Wesoła                                           |            |
| skrzyżowanie                  | łącznik                                                |            |
| skrzyżowanie                  | łącznik                                                |            |
| włączenie do drogi publicznej | łącznik do ulicy Tomaszowskiej                         |            |
| skrzyżowanie                  | ulica Przestrzenna                                     |            |
| skrzyżowanie, koniec ulicy    | ulica Kamienna klasy zbiorczej                         |            |

Ulica położona jest na działkach ewidencyjnych o łącznej powierzchni 26 388 m2, a łączna długość dróg przypisanych do ulicy wynosi 1193 m.
| Droga                                           | Długość | Działka                      | Powierzchnia | Fotografia |
| ----------------------------------------------- | ------- | ---------------------------- | ------------ | ---------- |
| droga gminna od ul. Suchej do Kamiennej         | 955 m   | nr 3 AM-18 obręb Południe    | 1388 m²      |            |
| droga gminna od ul. Suchej do Kamiennej         | 955 m   | nr 12 AM-18 obręb Południe   | 11 926 m²    |            |
| droga gminna od ul. Suchej do Kamiennej         | 955 m   | nr 30/2 AM-18 obręb Południe | 23 m²        |            |
| droga gminna od ul. Suchej do Kamiennej         | 955 m   | nr 22 AM-28 obręb Południe   | 10 017 m²    |            |
| droga gminna od ul. Suchej do Kamiennej         | 955 m   | razem                        | 23 354 m²    |            |
| droga gminna – łącznik od nru 58 do nru 66      | 157 m   | nr 24 AM-19 obręb Południe   | 2203 m²      |            |
| droga wewnętrzna – łącznik do ul. Tomaszowskiej | 81 m    | nr 10 AM-28 obręb Południe   | 831 m²       |            |
| Podsumowanie                                    |         |                              |              |            |
| drogi gminne                                    | 1112 m  | 1112 m                       | 25 557 m²    | 25 557 m²  |
| drogi wewnętrzne                                | 81 m    | 81 m                         | 831 m²       | 831 m²     |
| razem                                           | 1193 m  | 1193 m                       | 26 388 m²    | 26 388 m²  |

Na całej ulicy jezdnie posiadają nawierzchnie z granitowej kostki brukowej, z wyłączeniem krótkich odcinków przy skrzyżowaniach z ulicami: Kamienną, Glinianą i Dyrekcyjną, na których ułożono nawierzchnię z masy bitumicznej. Ulicą Gajową nie przebiegają jakiekolwiek linie komunikacji miejskiej. W ramach komunikacji miejskiej trasy przejazdów linii autobusowych wyznaczone są ulicą Suchą i Kamienną, a tramwajowych ulicą Glinianą. Tu znajduje się przystanek tramwajowy o nazwie "Gajowa" .
Ulica na odcinku od ulicy Dyrekcyjnej do Glinianej oraz od ulicy Glinianej do Kamiennej znajduje się w strefie ruchu uspokojonego z ograniczeniem prędkości do 30 km/h i jest wskazana także dla ruchu rowerowego w powiązaniu z istniejącymi innymi ulicami w strefie oraz drogami rowerowymi biegnącymi wzdłuż ulicy Kamiennej, Dyrekcyjnej i Suchej. Przy skrzyżowaniu z ulicą Glinianą znajduje się stacja roweru miejskiego .

## Zabudowa i zagospodarowanie
Początkowy odcinek ulicy, od ulicy Suchej do Dyrekcyjnej przebiega w obszarze przeznaczonym na docelowo rozwój komunikacji. Po stronie zachodniej ulicy znajduje się stacja paliw, a po stronie wschodniej zieleniec. Kolejny odcinek ulicy, od ulicy Dyrekcyjnej do ulicy Jana Władysława Dawida, po stronie wschodniej zagospodarowany jest zieleńcem, a za nim ciągłą zabudową pierzejową. Są to przedwojenne budynki mieszkalne od 5 do 6 kondygnacji nadziemnych. Po stronie zachodniej zaś znajduje się współczesna zabudowa mieszkalna i boisko. Dalszy odcinek ulicy sięgający ulicy Glinianej po stronie zachodniej urządzony jest dla potrzeb Rodzinnego Ogrodu Działkowego Gaje, a przy ulicy Glinianej zabudową mieszkalno-usługową obejmującą zarówno kamienice jak współczesne budynki uzupełniające pierzeje. Strona wschodnia tego odcinka ulicy zaś w całości zabudowana jest w sposób ciągły kamienicami oraz uzupełniającą zabudową powojenną. Za ulicą Glinianą zabudowa ulicy podobna jest do wcześniej opisanej. Obejmuje budynki od 5 do 7 kondygnacji wśród których znajdują się zarówno kamienice jak i budynki powojenne w dominującej zabudowie pierzejowej. Wyjątkiem są dwa wolnostojące bloki, usytuowane prostopadle do osi ulicy o 12 kondygnacjach nadziemnych, jeden wzdłuż ulicy Wesołej, a drugi wzdłuż łącznika do ulicy Tomaszowskiej, ale o adresach przypisanych do ulicy Przestrzennej. Przy tym odcinku znajduje się charakterystyczny łącznik przy adresach od numeru 58 do 66, po stronie wschodniej i dalej po stronie zachodniej zieleniec w miejscu dawnego placu.
Ulica przebiega przez teren o wysokości bezwzględnej od 119,0 (początek ulicy – północny kraniec) do 123,1 (koniec ulicy – południowy kraniec) m n.p.m.

## Zieleń
Tereny zieleni w otoczeniu ulicy Gajowej:
| Nazwa                                   | Powierzchnia | Strona    | Położenie                                                                                                 | Fotografia |
| --------------------------------------- | ------------ | --------- | --- | ---------- |
| Zieleniec przy ul. Suchej – Dyrekcyjnej | 1775 m²      | wschodnia | pomiędzy ulicami: Gajową, Suchą i Dyrekcyjną                                                              |            |
| Zieleniec przy ul. Hubskiej – Gajowej   | 5703 m²      | wschodnia | pomiędzy ulicami: Gajową, Hubską i Dyrekcyjną oraz zabudową przy ul. Gajowej 8-10 i ul. Hubskiej 7        |            |
| Zieleniec przy ul. Hubskiej             | 9162 m²      | wschodnia | pomiędzy zabudową przy ul. Gajowej 14-24, ul. Hubską 7 i ul. Dawida 26-32 a ul. Hubską                    |            |
| boisko                                  | 8796 m²      | zachodnia | pomiędzy ul. Gajową i ul. Dawida a zabudową przy ul. Dyrekcyjnej 33-43, ul. Dawida 8-10 i ul. Gajowej 1-3 |            |
| ROD Gaje                                | 10 308 m²    | zachodnia | pomiędzy ulicami: Gajową, Dawida i Glinianą oraz zabudową przy ul. Dawida 11 i ul. Glinianą 32-34         |            |
| Zieleniec przy ul. Przestrzennej        | 2890 m²      | zachodnia | pomiędzy ulicami: Gajową, łącznikiem, Przestrzenną i Tomaszowską                                          |            |

Ponadto na odcinku od ulicy Glinianej do ulicy Kamiennej, gdzie droga przypisana do ulicy Gajowej jest dwujezdniowa, jako teren zielony zagospodarowano pas rozdzielający obie jezdnie. Również jako teren z zielenią, w tym z zadrzewieniem, zagospodarowano niewielki obszar otoczony łącznikiem przy ulicy Gajowej od nru 58 do nru 66.

## Demografia
Ulica przebiega przez kilka rejonów statystycznych o wysokim stopniu zaludnienia (gęstości zameldowań na pobyt stały) przy czym dane pochodzą z 31.12.2020 r.
| Rejon statystyczny nr | Liczba osób zameldowanych | Gęstość zaludnienia [os./km²] | Położenie |
| --------------------- | ------------------------- | ----------------------------- | --- |
| 931400                | 1954                      | 872                           | strona wschodnia: od ul. Suchej do ul. Dawida strona zachodnia: od ul. Suchej do ul. Glinianej               |
| 931670                | 20 330                    | 948                           | strona wschodnia: od ul. Dawida do ul. Glinianej strona zachodnia: nie dotyczy                               |
| 931660                | 29 681                    | 1702                          | strona wschodnia: nie dotyczy strona zachodnia: od ul. Glinianej do ul. Wesołej                              |
| 931720                | 29 853                    | 1019                          | strona wschodnia: od ul. Glinianej do łącznika od nru 58 do nru 66 strona zachodnia: nie dotyczy             |
| 931730                | 25 634                    | 1086                          | strona wschodnia: od łącznika od nru 58 do nru 66 do ul. Gajowej 72 (włącznie) strona zachodnia: nie dotyczy |
| 931750                | 12 502                    | 957                           | strona wschodnia: od ul. Gajowej 74 (włącznie) do ul. Kamiennej strona zachodnia: nie dotyczy                |
| 931710                | 12 502                    | 957                           | strona wschodnia: nie dotyczy strona zachodnia: od ul. Wesołej do ul. Kamiennej                              |

## Ochrona i zabytki
Obszar przez który przebiega ulica Gajowa (na całej jej długości) podlega ochronie i jest wpisany do gminnej ewidencji zabytków pod pozycją Huby i Glinianki. W szczególności ochronie podlega historyczny układ urbanistyczny w rejonie ulic Suchej, Hubskiej, Kamiennej i Borowskiej, wraz z Parkiem Andersa i zajezdnią oraz osiedlem w rejonie ulic Paczkowskiej i Nyskiej kształtowany sukcesywnie w latach 60. XIX wieku oraz w XX wieku i po 1945 r. Stan zachowania tego układu ocenia się na dobry.
Przy ulicy i w najbliższym sąsiedztwie znajdują się następujące zabytki:
| Obiekt, położenie | Powstanie, nr rej.                                                                                | Fotografia |
| --- | ------------------------------------------------------------------------------------------------- | ---------- |
| zamknięcie osi widokowej w kierunku północnym za ulicą Suchą                                                                       |                                                                                                   |            |
| Zespół budowlany stacji Dworca Górnośląskiego ulica Małachowskiego 11-13                                                           | 1842 r. rodzaj ochrony: rejestr zabytków pod nrem A/2369/446/Wm z dnia 31.05.1989 r.              |            |
| strona zachodnia |                                                                                                   |            |
| Kamienica "Pod Semaforem" z piwiarnią i gospodą Karla Donner'a, obecnie budynek mieszkalny z usługowym przyziemiem ulica Gajowa 25 | około 1870 r. rodzaj ochrony: inny                                                                |            |
| Kamienica ulica Gajowa 43 | około 1910 r. rodzaj ochrony: inny                                                                |            |
| Skwer miejski (między ul. Gajową a ul. Tomaszowską)                                                                                | początki XX wieku rodzaj ochrony: inny                                                            |            |
| Kamienica, obecnie budynek mieszkalny z częściowo usługowym przyziemiem ulica Gajowa 47                                            | 1908 r. (projekt P. Scholz) rodzaj ochrony: rejestr zabytków pod nrem A/5998 z dnia 16.03.2016 r. |            |
| Kamienica ulica Gajowa 47a | lata 1908-1909 rodzaj ochrony: rejestr zabytków pod nrem A/5998 z dnia 16.03.2016 r.              |            |
| Kamienica ulica Gajowa 51 | około 1910 r. rodzaj ochrony: inny                                                                |            |
| Kamienica ulica Gajowa 55 | około 1910 r. rodzaj ochrony: inny                                                                |            |
| strona wschodnia |                                                                                                   |            |
| Kamienica ulica Gajowa 8-10 | około 1915 r. rodzaj ochrony: inny                                                                |            |
| Kamienica ulica Gajowa 12 | około 1915 r. rodzaj ochrony: inny                                                                |            |
| Blok mieszkalny ulica Gajowa 14, 16, 18, 20, 22, 24                                                                                | około 1930 r. rodzaj ochrony: inny                                                                |            |
| Kamienica, obecnie Internat Zespołu Szkół nr 23 ulica Gajowa 26                                                                    | około 1915 r. rodzaj ochrony: inny                                                                |            |
| Kamienica ulica Gajowa 30 | około 1915 r. rodzaj ochrony: inny                                                                |            |
| Kamienica ulica Gajowa 32 | około 1912 r. rodzaj ochrony: inny                                                                |            |
| Kamienica ulica Gajowa 34 | około 1903 r. rodzaj ochrony: rejestr zabytków pod nrem A/6169 z dnia 29.04.2020 r.               |            |
| Kamienica, obecnie budynek mieszkalny z usługowym parterem ulica Gajowa 36                                                         | około 1905 r. rodzaj ochrony: inny                                                                |            |
| Kamienica, obecnie budynek mieszkalny z usługowym przyziemiem ulica Gajowa 38                                                      | około 1904 r. rodzaj ochrony: inny                                                                |            |
| Kamienica ulica Gajowa 40 | około 1905 r. rodzaj ochrony: inny                                                                |            |
| Kamienica ulica Gajowa 42 | około 1905 r. rodzaj ochrony: inny                                                                |            |
| Kamienica, obecnie budynek mieszkalny z usługowym przyziemiem ulica Gajowa 50                                                      | około 1905 r. rodzaj ochrony: inny                                                                |            |
| Kamienica ulica Gajowa 52 | około 1906 r. rodzaj ochrony: inny                                                                |            |
| Kamienica ulica Gajowa 54 | około 1906 r. rodzaj ochrony: inny                                                                |            |
| Kamienica ulica Gajowa 56 | około 1906 r. rodzaj ochrony: inny                                                                |            |
| Kamienica, obecnie budynek mieszkalny z usługowym przyziemiem ulica Gajowa 70                                                      | około 1910 r. rodzaj ochrony: inny                                                                |            |
| Kamienica ulica Gajowa 72 | około 1910 r. rodzaj ochrony: inny                                                                |            |
| Kamienica, obecnie budynek mieszkalny z usługowym przyziemiem ulica Gajowa 76                                                      | około 1910 r. rodzaj ochrony: inny                                                                |            |
| Kamienica ulica Gajowa 78 | około 1910 r. rodzaj ochrony: inny                                                                |            |

## Baza TERYT

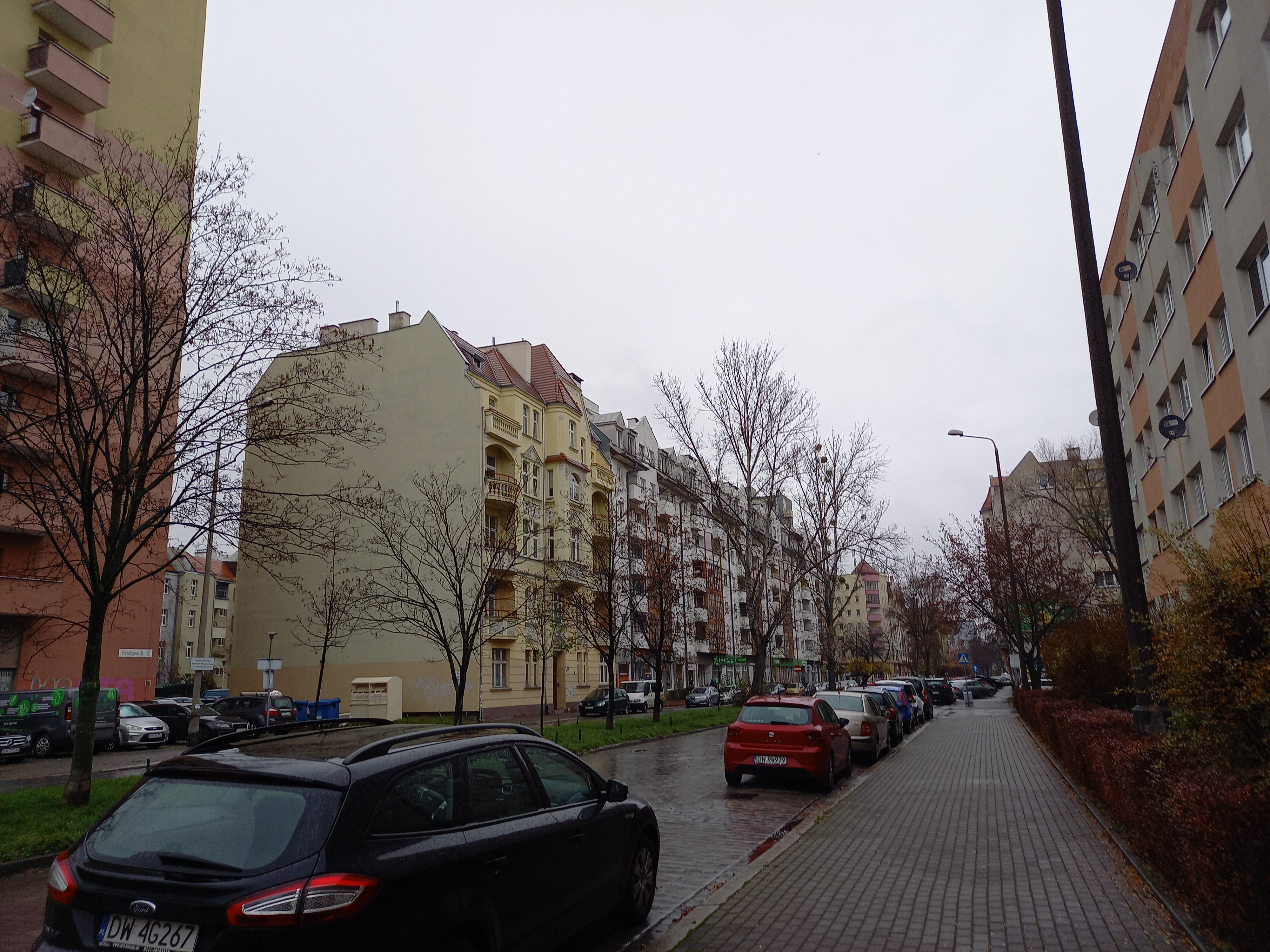
Ul. Gajowa od nru 68 w kierunku ul. Wesołej

Dane Głównego Urzędu Statystycznego z bazy TERYT, spis ulic (ULIC):
- województwo: DOLNOŚLĄSKIE (02)
- powiat: Wrocław (0264)
- gmina/dzielnica/delegatura: Wrocław (0264011) gmina miejska; Wrocław-Krzyki (0264039) delegatura
- Miejscowość podstawowa: Wrocław (0986283) miasto; Wrocław-Krzyki (0986544) delegatura
- kategoria/rodzaj: ulica
- Nazwa ulicy: ul. Gajowa (05265).